# لورنا غريفين
لورنا غريفين (بالإنجليزية: Lorna Griffin)‏ هي رامية القرص أمريكية، ولدت في 9 يونيو 1956 في هاميلتون في الولايات المتحدة.

## وصلات خارجية
- لورنا غريفين على موقع الاتحاد الدولي لألعاب القوى (الإنجليزية)
- لورنا غريفين على موقع اللجنة الأولمبية الدولية (الإنجليزية)
- لورنا غريفين على موقع أوليمبيديا (الإنجليزية)